# Doraemon (2005)
Doraemon (ドラえもん) é uma série de anime de 2005 baseada na franquia homónima de Fujiko Fujio.
Foi produzida pelo estúdio de animação Shin-Ei Animation.
O anime estreou na TV Asahi em 15 de abril de 2005, onde continua no ar até hoje no Japão.
Em Portugal, a série de 2005 foi exibida primeiro com os primeiros 4 episódios no Canal Panda em 2009 e depois no Panda Biggs em 2009 e 2011, na versão espanhola e legendas em português, e logo após passou a ser transmitida pelo Cartoon Network desde o dia 28 de fevereiro de 2015. Em janeiro de 2018, passou a ser emitida no Boomerang, às 20h30. Em 22 de janeiro de 2021, também passou a estar disponível no catálogo da HBO e, em 8 de março de 2022, no catálogo da HBO Max. Em 23 de março de 2023, passou a ser emitida em episódio duplo no Cartoonito, às 21:20. Mais tarde, esta série passou a estar disponível no catálogo do Panda+ desde 2 de junho de 2025 e passou no Panda Kids desde 14 de julho do mesmo ano.
No Brasil, a série estreou no Netflix em 10 de dezembro de 2014, sob o título de Doraemon: O Gato do Futuro, ficando durante um ano no catálogo. Posteriormente o anime foi anunciado como parte do catálogo do Wow! Play, cujo serviço estreou em 8 de julho de 2016. No dia 1 de janeiro de 2019, a série estreou pela primeira vez na televisão brasileira no bloco Verão Animado da Rede Bandeirantes.

## Enredo
Doraemon é um gato cósmico que chegou do século XXII, seu traje contém um bolso mágico no qual Doraemon consegue produzir engenhosos inventos para tornar as fantasias das crianças realidade. Nobita é preguiçoso e um autêntico falhado que não têm boas notas na escola e nem sequer se destaca no desporto, e por causa disso, tem problemas de relacionamento com os pais, mas está sempre disposto a ajudar seus amigos, no entanto, não é respeitado por eles. Para evitar que sua família não seja pobre no futuro e que os descendentes falem mal dele no futuro, Doraemon veio do futuro para viver com ele e o ajudá-lo. Shizuka é uma colega de Nobita, bonita e inteligente, por quem Nobita está secretamente apaixonado e com quem espera um dia poder casar. O denominado Takeshi Goda, devido à sua força e tamanho, é o valentão do grupo, sempre à procura de alguém com quem lutar, incluindo Nobita que é com quem frequentemente se mete mais, mesmo sem razão nenhuma. Apesar de ser um autêntico desordeiro, têm algumas qualidades que o salvam, as quais revela apenas por acaso.

## Produção

### Nos países lusófonos

#### Portugal
Em Portugal, a nova série de 2005 estreou inicialmente no Canal Panda e depois no canal Panda Biggs em 2009 e foi emitida até 2011, e era emitida na dobragem castelhana com legendagem em português feita por Ana Cristina Ferreira do estúdio de dobragem Dialectus. Mas já em 2011, o Canal Panda começou repetir a série de 1979 com dobragem portuguesa, e a série de 2005 deixou de ser vista no Panda Biggs.
Curiosamente, ainda em 2010, o Panda Biggs também repetiu os primeiros episódios da série de 1979, na versão castelhana com legendas em português, mas foi só em 2011, que se decidiu fazer a continuação da repetição desse episódios, de novo no Canal Panda, com aposta à dobragem portuguesa.
Em 2011, era o Canal Panda continuou a repetir os episódios de 1979, já com dobragem portuguesa, e assim continuou até setembro de 2014, ano e mês que o Canal Panda decidiu deixar de transmitir o anime. De 1 de junho de 2015 até meados de 2017, a Cartoon Network continuou a transmissão da repetição dos episódios da série de 1979, com a mesma dobragem portuguesa do Canal Panda. A interrupção em 2017, deveu-se a polémicas relacionadas com cortes feitos em muitos episódios e por causa disso, os restantes episódios dessa série só tiveram transmissão no Canal Panda, nos anos 2000, ainda na versão espanhola.
A 28 de fevereiro de 2015, e após uma ausência de cinco anos na TV portuguesa, o Cartoon Network esteve a repetir a série de 2005, já com dobragem portuguesa, estando ainda a ser transmitida no canal nas manhãs de semana.
Desde 7 de janeiro de 2019 começou a ser transmitida no canal Boomerang.
Em 22 de janeiro de 2021, começou também a estar incluído no catálogo da HBO. Mais tarde, em 8 de março de 2022, passou a estar incluído no catálogo da HBO Max.
Com a substituição do canal Boomerang pelo Cartoonito, desde 23 de março de 2023 começou a ser transmitida nesse canal.
Em 2 de junho de 2025, começou a estar incluído no catálogo do Panda+ e, mais tarde, em 14 de julho do mesmo ano, começou a ser transmitida no Panda Kids.

#### Brasil
No Brasil, a distribuidora Sato Company estava tentando negociar o anime para os canais de televisão, mas não obteve sucesso, entretanto o Discovery Kids parecia estar interessado na série que no entanto não aconteceu. Então, Doraemon ganhou dublagem brasileira feita pelo estúdio Zastras, com episódios feitos a partir de 2007, que estreou no Netflix no dia 10 de dezembro de 2014. Mais tarde o anime saiu do catálogo da Netflix e passou a ser transmitido através do Wow! Play, como parte das primeiras séries a serem lançadas no serviço. No dia 1 de janeiro de 2019, a série estreou pela primeira vez na televisão brasileira no bloco Verão Animado da Rede Bandeirantes.

## Elenco
| Personagens                  | Seiyūs             | Brasil          | Portugal         |
| ---------------------------- | ------------------ | --------------- | ---------------- |
| Doraemon                     | Wasabi Mizuta      | Carol Valença   | Raquel Ferreira  |
| Nobita "Noby" Nobi           | Megumi Ōhara       | Luy Campos      | Helena Mota      |
| Shizuka Minamoto/Sue Morris  | Yumi Kakazu        | Luciana Milano  | Bárbara Lourenço |
| Suneo Honekawa/Sneech        | Tomokazu Seki      | Rosângela Mello | Sérgio Calvinho  |
| Takeshi Goda (Big G/Gigante) | Subaru Kimura      | Caio Guarnieri  | Quimbé           |
| Dorami                       | Chiaki             | Flávia Narciso  | Bárbara Lourenço |
| Tamako Nobi                  | Kotono Mitsuishi   | Selma Campanile | Micaela Ferreira |
| Nobisuke Nobi                | Yasunori Matsumoto | Mateus Carrieri | Sérgio Calvinho  |
| Professor Ganari             | Wataru Takagi      |                 | Sérgio Calvinho  |
| Sewashi Nobi                 | Sachi Matsumoto    | Luy Campos      | Micaela Ferreira |
| Hidetoshi Dekisugi           | Shihoko Hagino     | Wallace Costa   | Micaela Ferreira |
| Jaiko Goda                   | Vanilla Yamazaki   |                 | Micaela Ferreira |
| Mãe do Gigante               | Miyako Takeuchi    | Deca Pinheiro   | Bárbara Lourenço |
| Mãe do Suneo                 | Minami Takayama    |                 | Bárbara Lourenço |
| Pai do Suneo                 | Hideyuki Tanaka    |                 |                  |
| Mãe da Shizuka               | Ai Orikasa         |                 | Micaela Ferreira |
| Pai da Shizuka               | Aruno Tahara       |                 |                  |
| Mini-Doras                   | Tomato Akai        |                 |                  |
| Sharmee                      | Mika Kanai         |                 |                  |

### Dublagem brasileira
- Produção executiva: Nelson Sato
- Distribuidora: Sato Company
- Intérprete da abertura: Jacqueline Sato
- Estúdio: Zás Trás

Nota: Optou-se por usar alguns poucos nomes da versão em inglês, como "Sue ", "Nobi", "Big G" e "Sneech" para fins de localização, mesmo que a tradução tenha sido feita inteiramente da versão japonesa. Na dublagem original brasileira da série de 1979, isso não ocorreu, mantendo-se todos os nomes japoneses.

### Dobragem portuguesa

#### Versão doBiggs(NOS)
- Tradução/legendagem: Ana Cristina Ferreira
- Estúdio: Dialectus

#### Versão doCartoon Network, doBoomerange doCartoonito
- Distribuidora: Luk Internacional

- Intérprete da abertura: Bárbara Lourenço (cantora e coros), Helena Mota e Sandra de Castro (Coros)
- Estúdio: Santa Claus Audiovisual

## Músicas

### Abertura
Nesta série de Doraemon, foram utilizados novos temas de abertura, exceto o primeiro.
| Japão    | Japão                                            | Japão          | Japão                                               |
| Tipo     | Título                                           | Intérprete     | Episódios                                           |
| -------- | ------------------------------------------------ | -------------- | --------------------------------------------------- |
| Abertura | Doraemon no uta (ドラえもんのうた)               | 12 Girls Band  | 1-24 (15 de abril de 2005 - 21 de outubro de 2005)  |
| Abertura | Hagushichao (ハグしちゃお)                       | Rimi Natsukawa | 25-86 (28 de outubro de 2005 - 20 de abril de 2007) |
| Abertura | Yume o kanaete Doraemon (夢をかなえてドラえもん) | Mao            | 87-278 (11 de maio de 2007 - 10 de agosto de 2014)  |
| Abertura | Himawari no Yakusoku (ひまわりの約束)            | Motohiro Hata  | (11 de agosto de 2014 - presente)                   |

### Encerramento
Todos os três temas de encerramentos foram introduzidos nos créditos do encerramento.
| Japão        | Japão                                                                    | Japão         | Japão                                          |
| Tipo         | Título                                                                   | Intérprete    | Episódios                                      |
| ------------ | ------------------------------------------------------------------------ | ------------- | ---------------------------------------------- |
| Encerramento | Doraemon ekaki-uta (ドラえもん絵描き歌)                                  | Wasabi Mizuta | (23 de abril de 2005 - 17 de setembro de 2005) |
| Encerramento | Dorami-chan ekaki-uta (ドラミちゃんのえかきうた)                         | Chiaki        |                                                |
| Encerramento | Odore Dore Dora Doraemon ondo 2007 (踊れ・どれ・ドラ ドラえもん音頭2007) | Wasabi Mizuta | (29 de junho de 2007 - 10 de agosto de 2007)   |